# وسيمة (اسم)
وسيمة هو اسم علم مؤنث من أصل عربي، ومعناه هو الحسنة الخلق المشفقة العطوفة على الناس الحنونة.

## الأصل اللغوي
الاسم وسيمة هو اسم علم مؤنث عربي الأصل، مشتق من الجذر الثلاثي (و–س–م) الذي يدل على الحُسن والجمال والعلامة. يُشتق منه أيضًا الاسم "وسيم" للمذكر، ويُستخدم في اللغة لوصف من حَسُن وجهه وتناسقت  ملامحه. في الإستعمال اللغوي، "وسيمة" تعني الجميلة ذات الطلعة الحسنة، وتُحيل دلاليًا إلى الصفات المرتبطة بالجاذبية الظاهرية والرقة. ويُعدّ الاسم من الأسماء الأصيلة التي تحمل طابعًا عربيًا خالصًا، متداولًا في مختلف البلدان الناطقة بالعربية.

## وصلات خارجية
- موسوعة السلطان قابوس لأسماء العرب